# Collegium Maius Uniwersytetu Mikołaja Kopernika w Toruniu

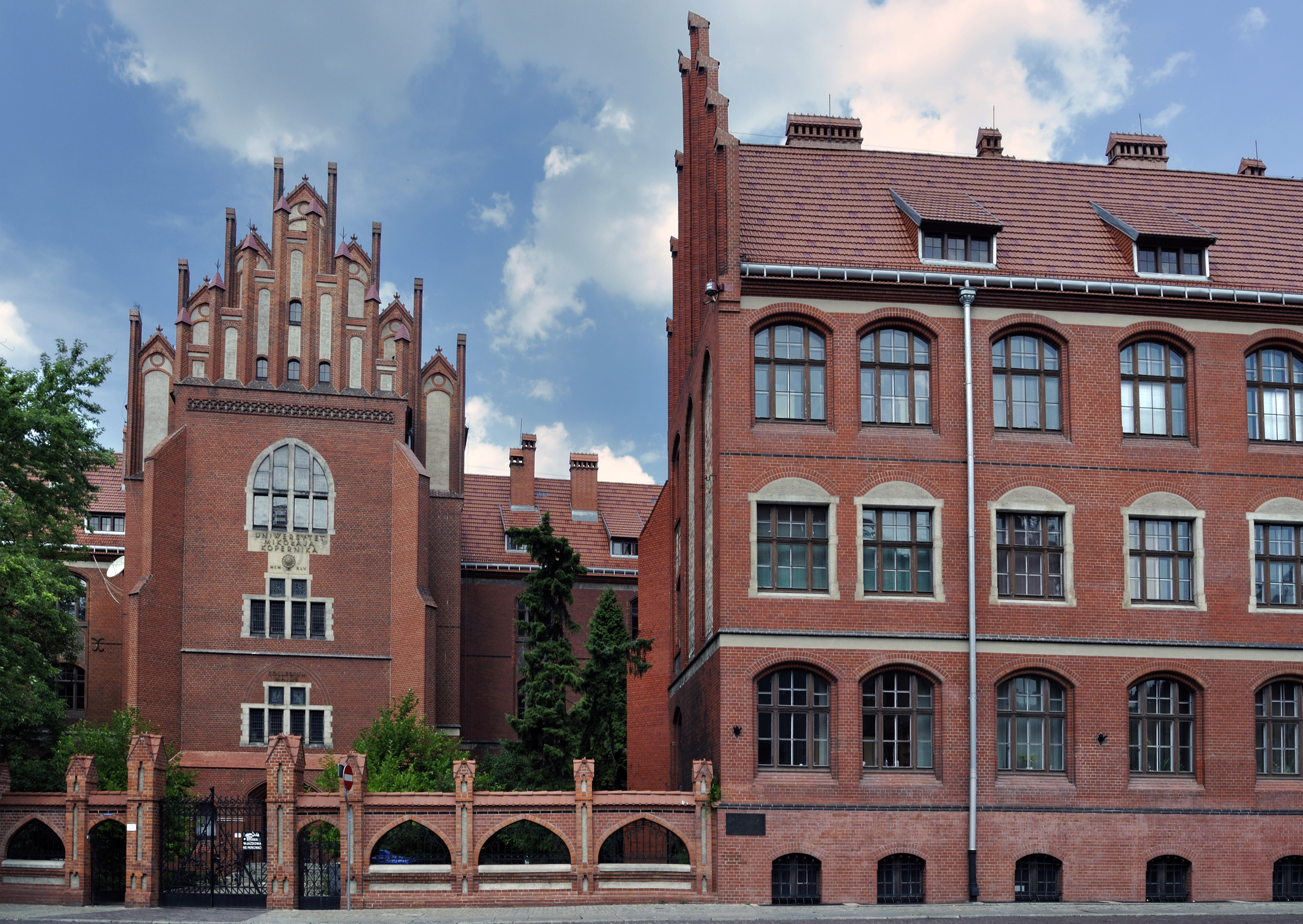
Collegium Maius Uniwersytetu Mikołaja Kopernika oraz siedziba Wydziału Humanistycznego

Collegium Maius Uniwersytetu Mikołaja Kopernika w Toruniu – neogotycki gmach wzniesiony w latach 1905–1907 na miejscu średniowiecznych fortyfikacji miejskich Torunia.

## Historia

### Lata 1905–1945
W ostatnich dekadach XIX wieku rozpoczęto rozbiórkę północnego odcinka murów miejskich wraz z poprzedzającą je fosą. Na uzyskanym w ten sposób terenie wybudowano liczne obiekty użyteczności publicznej, m.in. landraturę, czy Teatr Miejski. Na miejscu odcinka murów pomiędzy narożną basteją Koci Ogon, a wylotem ulicy Franciszkańskiej w 1905 roku rozpoczęto trwającą dwa lata budowę siedziby Szkoły Przemysłowej (Gewerbeschule). 
Według projektu miejskiego radcy budowlanego G. Colleya powstał 25-osiowy neogotycki gmach z czerwonej cegły, na planie zbliżonym do litery L. Od strony ulicy Wały Sikorskiego (wcześniej Wallstrasse) fasada ozdobiona jest przez dwa trzyosiowe ryzality ze schodkowymi szczytami. Od strony Starego Miasta wschodnie skrzydło wraz z wysuniętym głównym wejściem utworzyło niewielki dziedziniec. Przy budowie późniejszego Collegium Maius wyburzono basztę noszącą umowny numer 27. Budynek szkolny został wzniesiony w stylu neogotyckim. Wnętrze doświetlają ostrołukowe okna z maswerkami, a elewacje dodatkowo urozmaicone są blendami i fryzami. Główna klatka schodowa, o reprezentacyjnym charakterze, została wsparta na masywnych kamiennych kolumnach. Wewnątrz zastosowano również m.in. sklepienia krzyżowe.
Podczas prowadzonych w latach 2007–2008 prac konserwatorskich w dawnej auli (obecnie sala im. Ludwika Kolankowskiego) odkryto 14 warstw malarskich, z których trzy były wartościowe artystycznie. Pierwsza warstwa, pochodząca z czasów budowy gmachu (początek XX w.) to neogotyckie, częściowo złocone wimpergi, wypełnione ornamentem roślinnym o cechach secesyjnych oraz flankowane pinaklami. Dwie kolejne warstwy pochodzą z okresu międzywojennego. Starsza z nich przedstawia motywy heraldyczne - herby Pomorza oraz dawnego województwa chełmińskiego.

### Lata 1914–1939
Po wybuchu I wojny światowej gmach szkoły zamieniono w lazaret. Po zajęciu Torunia przez wojska polskie, w budynku dawnej Szkoły Przemysłowej ulokowano pomorski Urząd Wojewódzki. Choć początkowo wydawało się, że będzie to siedziba tymczasowa, to jednak pozostał nią do 1939 roku. Na ścianach głównej sali namalowano przestrzenną ramowo-płycinową dekorację imitującą boazerię. W wyższych partiach odsłonięto dwa szeregi herbów (naprzemiennie ułożone: pomorski czerwony gryf oraz orzeł mieczowy, herb województwa chełmińskiego), a także większe herby województwa i kraju. Oprócz nich, na ścianach znalazły się malowidła przedstawiające kobietę trzymającą dwie ryby oraz budowę mostu przez rzekę. 3 maja 1925 roku przy budynku Collegium Maius ustawiono pomnik Stefana Łaszewskiego, pierwszego wojewody pomorskiego.

### Lata 1939–1945
W czasie okupacji niemieckiej, w byłej siedzibie wojewody urządzono dyrekcję Policji, a w 1944 roku także posterunek SS. Aulę przemalowano nanosząc na ściany herby miast okręgu Gdańsk-Prusy Zachodnie: Torunia, Bydgoszczy, a także prawdopodobnie Chojnic i Gdańska. Obok nich znalazły się elementy stylistyki faszystowskiej: godło III Rzeszy, swastyki oraz godła SS.

### Po 1945
We wrześniu 1945 roku powołano do życia Uniwersytet Mikołaja Kopernika, do którego dyspozycji przekazano gmach dawnej Szkoły Przemysłowej. Budynek znany odtąd jako Collegium Maius UMK do dziś należy do uczelni, a w 1945 roku stał się pierwszą siedzibą jej rektora. Funkcję tę pełnił aż do 1973 roku, kiedy to ukończono pierwszy etap budowy campusu uniwersyteckiego na Bielanach (wzniesiono m.in. rektorat). Przez wiele lat Collegium Maius było siedzibą Wydziału Humanistycznego, z od 1999 roku mieści się tu wydzielony wówczas z Wydziału Humanistycznego Wydział Filologiczny.
W 1997 roku odsłonięto odbudowany pomnik Stefana Łaszewskiego (zniszczony w trakcie wojny), zaś w 2008 roku na murze okalającym wydział umieszczono tablicę pamiątkową poświęconą Zbigniewowi Herbertowi, który studiował tam w latach 1947–1951.
W 2005 roku budynek został wpisany do rejestru zabytków.